# Bell Boeing Quad TiltRotor
Bell Boeing Quad TiltRotor (QTR) je predlagani koncept transportnega zrakoplova s štirimi nagibnimi rotorji (tiltrotorji) – kvadkopter. Skupaj ga razvijata podjetji Bell Helicopter in Boeing kot kandidata za Joint Heavy Lift program. Zrakoplov je zasnovan na dvorotornem V-22 Osprey. Imel bo tovorno zmogljivost podobno turbopropelerskemu C-130 Hercules in VTOL sposobnosti – navpičen vzlet in pristanek, podobno kot helikopterji. Med letom pa se bodo rotorji nagnili za 90 stopinj in bo letelo podobno kot turbopropelersko letalo s potovalno hitrostjo 250 vozlov.
Plovilo bo imelo dve veliki tandem krili, s štirimi nagibnimi 50-čeveljskimi rotorji (15,24 metra) na koncih kril. Tovorni prostor velikosti tistega pri C-130 bi imel tovorno rampo. Lahko bo prevažal 110 padalcev ali 150 potnikov. V tovorni konfiguraciji bi lahko prevažal osem 463L palet. Tovorna kapaciteta bo razreda 16-26 ton in dolet 420 do 1000 navtičnih milj.